# Данилов, Пётр Алексеевич (адмирал)
Пётр Алексе́евич Дани́лов (1760 — не ранее 1823) — вице-адмирал, герой русско-турецкой войны 1787—1792 годов.

## Биография
Родился в 1760 году.
В 1773 году поступил в Морской корпус кадетом; в 1775 году произведён в капралы. С 1776 по 1780 годы ежегодно плавал в Финском заливе и одно лето в Балтийском море; 1 мая 1778 года был выпущен из корпуса и произведён в мичманы.
В 1780 и 1781 годах, в эскадре капитана Палибина на корабле «Дерись», плавал от Кронштадта до Лиссабона и обратно. С 1782 года по 1786 год Данилов, будучи лейтенантом, находился при Кронштадтском и Херсонском портах. В 1787 году плавал в Чёрном море, а после кампании назначен командиром на пристань Глубокую. В том же году произведён в капитан-лейтенанты и, командуя фрегатом «Святой Николай», конвоировал транспортные суда от Глубокой пристани до Очакова.
В 1788 году, командуя тем же фрегатом в лиманской эскадре контр-адмирала Пола Джонса, участвовал в сражении с турецким флотом в Лимане и в сражении под Очаковым. В 1789 году Данилов за отличие был произведён в капитаны 2-го ранга и, по-прежнему командуя фрегатом «Святой Николай», плавал между Днепровским лиманом, Очаковым и Гаджибеем.
В 1790 году, состоя флаг-капитаном при контр-адмирале Ушакове, участвовал в сражениях с турецким флотом возле Керченского пролива и у Гаджибея; 10 сентября 1790 года был награждён орденом Св. Владимира 4-й степени, а 9 февраля 1791 года — орденом Св. Георгия IV класса (№ 417 по кавалерскому списку Судравского и № 804 по списку Григоровича — Степанова)
За храбрые подвиги, оказанные в сражении 28 и 29 августа 790 года на Черном море против турецкого флота.
В 1791 году Данилов командовал новопостроенным кораблём «Св. Троица» при проводке его от Херсона к Очакову. В 1792 году находился при Севастопольском порте. В 1793 году командовал кораблём «Апостол Пётр» на Севастопольском рейде. С 1794 по 1797 год Данилов, находясь на Чёрном море, командовал фрегатом «Святой Николай».
В 1796 году произведён в капитаны 1-го ранга; в 1798 году из Черноморского переведён в Балтийский флот и командовал кораблями «Три Святителя» и «Пимен» при Кронштадтском порте. В 1799 году, командуя кораблем «Глеб», крейсировал в Балтийском море и 28 ноября того же года произведён в капитан-командоры; в 1800 году командовал тем же кораблем на Кронштадтском рейде.
14 марта 1801 года Данилов произведён в контр-адмиралы и с этого времени по 1804 год, имея флаги на кораблях: «Москва», «Благодать» и «Ростислав», командовал эскадрами в Финском заливе, Балтийском море и на Ревельском рейде.
С 1804 по 1807 год, находясь в Ревеле, командовал всей флотской частью. 12 декабря 1807 года Данилов, состоя главным командиром Ревельского порта, был произведён в вице-адмиралы, а 12 июня 1809 года уволен от службы с пенсионом половинного жалованья.
Дата смерти точно не выяснена: в «Русском биографическом словаре» указано, что скончался он в 1830 году, в 60 томе сборника Русского Исторического общества указывается 1833 год, по данным списка Судравского — 7 июня 1843 года, Венгеров называет 1823 год.